# ZONE (漫画)
「ZONE」（ゾーン）は、かとうひろしによって銀杏社主催のWEBサイト『漫画街』に2005年7月から2006年4月まで連載された少年漫画。単行本等の書籍にはなっておらず、漫画街WEBサイト上で無料公開されている。全5話と下書きのみのアナザーストーリーおよび前日譚の2話が発表されている。各話数のカウントは『エリア○』となっている。

## 概要
この作品は、2003年から2005年にかけて同じく銀杏社の漫画街にて発表されていた「怪魍奇譚-見える話-」の好評を受けて、怪魍奇譚の完結後わずか5ヶ月で発表された作品である。それまでのかとう作品に見られたミステリーという題材のほかにSF的な見解も取り入れたSF冒険ミステリーという今までのかとう作品には無かった新たな試みの作品となっている。
ほとんどの話で出演しているのは主人公5人だけであり、脇の登場人物は片手で数えるほどしか登場していない。また、全ての話を1話32ページで構成している。
作者自身も、冒険というそれまでの作品では『チョコボ』や『ワールドヒーローズ』くらいの作品でしか扱わなかった題材であるために、話そのものが最終話までいったいどういう展開になるのかが予測ができなかった作品であると後に語っている。また、作者は最終話のラストそのものもこれが本当に現実であるか?を読者に委ねるとしていると語っている。

## あらすじ
中学生の白戸学らは近所の廃工場にあるという地下へと冒険に出かけた。そこには25年前に放棄されたと言う地下鉄の建設途中のホームと暗い洞窟があり、学たちは洞窟の奥まで探検することにする。しかし、そこはとても現実とは思えない不思議な空間『ZONE』への入り口であった。何とか危機を脱した学たちであったが、洞窟から出ると街の様子がいつもと異なることに気付く。そこがまだ洞窟の中であることを知った彼らは現実世界へと戻るために奮闘する。

## 登場人物
白戸学
中学1年生の少年。5人のリーダーで通称マナブ。洞窟探検を最初に持ちかけたのは彼であり、最初のうちはふざけて小学生の二人をからかったりしているものの、次第に洞窟探検を持ちかけたことに自責の念を覚えるようになる。
キヨシを弟のように接しており、頼りないキヨシにミキを守ることを叩き込んでいる。
緑川雪乃
マナブとタッキーと同級生の少女。ミキの姉で気が強い女性。通称ユキノ。小学生のミキとキヨシのよきお姉さんとしても活躍している。
青木拓也
マナブ、ユキノらと同級生の少年。通称タッキー。メガネが特徴的で秀才。ZONEの謎を最も早い段階から察知し、現実世界へ帰る術を模索する。
幼い頃にいじめにあっており、現在の4人は生まれて初めてできた友達と言える存在である。
赤井清
ミキの彼氏で小学三年生。通称キヨシ。肥満体型と常にかぶっている帽子が特徴。怖がりな性格であるが、ミキを守るためなら涙を流しつつも気丈に振舞っている。
緑川美紀
ユキノの妹。小学一年生と5人の中では最年少。2歳年上のキヨシと順調に付き合っているようである。ZONEが何であるかはまだ幼いこともあり、成長するまであまり理解し切れていない様子であった。元々は双子であったが、もう一人の子は産まれてまもなく亡くなってしまう。最年少であるが、現実に帰れないというストレスからなのか最終回では最初に悲しい運命を辿る事になる。
マキオ
ZONEの意志が具現化された存在。

## 各サブタイトル
|   | 本編および下書き              | 時系列順         |
| - | ----------------------------- | ---------------- |
| 1 | 暗黒メトロ（エリア1）         | トイレの花子さん |
| 2 | 増殖タウン（エリア2）         | 『黒い池         |
| 3 | 飽食ハウス（エリア3）         | 暗黒メトロ       |
| 4 | 暗影ホスピタル（エリア4）     | 増殖タウン       |
| 5 | 空洞パラダイス（エリアfinal） | 発狂キューブ     |
| 6 | トイレの花子さん              | 飽食ハウス       |
| 7 | 黒い池（下書きのみ）          | 暗影ホスピタル   |
| 8 | 発狂キューブ（下書きのみ）    | 空洞パラダイス   |

## 没作品および前日譚について
この作品は基本的に全5話が全てであるが、没となった話が2つおよび雑誌掲載に至った前日譚作品が存在している。
怪奇探偵団ホラーズのうちで2005年に『コミックボンボン』掲載に至った「トイレの花子さん」はマナブ、ユキノ、タッキーの三人が登場する話で、三人が小学四年生の時の話である。ページ数は14ページと短い話であるが、ZONEシリーズの前日譚としては現時点で唯一完全にペンの入った作品である。三人の容姿が比較的幼いことから、「黒い池」よりも前の話であると推測される。暫くZONEシリーズおよびかとう作品の中では最も手に入りにくい幻の作品であったが、2007年8月に掲載から丁度2年を経過したことやボンボンの休刊が決定したことなどを受けてWEB公開された。
没2作品のうちで、先に掲載されていた「黒い池」は怪奇探偵団ホラーズの1篇として「トイレの花子さん」らとともに『コミックボンボン』向けのプレゼンテーション用に作成した3篇のうちのひとつで、こちらは16ページの作品。『ボンボン』に採用されたのが「トイレの花子さん」になったためにそのまま製作を打ち切られた作品である。登場するのは「トイレの花子さん」同様にマナブ、ユキノ、タッキーの三人で表情や背丈などにわずかな差があることから、ZONEの数年前の話、「トイレの花子さん」よりも後の話であると位置づけられている。「トイレの花子さん」が小学四年生の時の話なので、恐らく同時期の三人が小学生時代の話であると推測される。「怪奇探偵団ホラーズ」として製作された話のみもともとのコンセプトが異なるために他の話より若干短くなっている。「怪奇探偵団ホラーズ」は元々独立したシリーズを予定されていたものでもあるので、この2話以外にも考えられていたというが、このアイディアをそのままにしておくのはもったいないと言うことで漫画街での次連載作となる「目目袋」はホラーズ3人を様々なオムニバス形式の人物に置き換えた形のホラーとして製作されている。なお、「目目袋」の第一話「隙間女」が元々構想されていた「怪奇探偵団ホラーズ」の3作のうちの最後の1篇であり、ホラーズ3人を全く別の人物に置き換えたリメイク作品である。この作品は特に世界観の共有などは現在のところ無く、ZONEシリーズとは全く異なる世界観の作品である。
没作品のもう一つは2007年5月に公開された「発狂キューブ」である。こちらは正式にZONEの第3話として製作されていたものであるが、当初の話のコンセプトと異なることや『5人が主人公である』というテーマを逸脱してしまったこともあり、作者自らお蔵入りとしたものである。しかし、そのまま埋もれさせるのにはもったいないと言うことでペンこそ入っていないものの、あくまで『アナザーストーリー』として公開している。第3話として製作されていたものであるが、コマ割りも内容も完成版の第3話とは全く異なるものである。元々なかったことにはなっているものの、ZONEの世界の中では「パラレルワールド」としてあのエピソードも存在していたする場合は冒頭の時計の描写から2話と3話の間の話であることがわかる。存在しないものを造り上げ存在させてしまうのが「ZONE」という空間であるということから、通常の5話として楽しむことも、アナザーを含めた話として楽しむこともできる作品であるとしている。
両作品とも所謂ネーム状態のためにページ番号やコマ番号などが振られたままであったり、所々でキャラクターの顔がかかれていなかったりと言った部分はあれど、おおよその表情や物語構成はそのままの状態でも確認可能な状態である。下書きのみに終わった2話は現在でもかとうのページでネーム状態のまま無料閲覧可能。